# Александр (архиепископ Великоустюжский)
Архиепископ Александр (ум. 19 июля 1699) — епископ Русской православной церкви, архиепископ Великоустюжский и Тотемский.

## Биография
Родился в городе Угличе.
С 1672 года был игуменом Ниловой пустыни.
С 11 февраля 1679 года — архимандрит Серпуховского Высоцкого монастыря.
В 1681 году переведён архимандритом в Иосифо-Волоцкий монастырь.
8 февраля 1685 года хиротонисан патриархом Иоакимом во епископа Великоустюжского и Тотемского с возведением в сан архиепископа. В епархию прибыл 28 сентября 1686 года.
Управлял епархией в течение 14 лет. При нём епархия была расширена (присоединён город Яренск
с уездом), для чего владыка дважды выезжал в Москву.
13 мая 1699 года написал духовное завещание, в котором содержатся перечень имущества, в том числе книг, входивших в его келейную библиотеку и предназначенных владельцем для передачи в великоустюжский Успенский собор.
Скончался 19 июля 1699 года. Погребён в Успенском соборе Великого Устюга.